# .bb
.bb е интернет домейн от първо ниво за Барбадос.
Стартира през ноември 2007 и е администриран от Телекомс юнит.

## Домейни от второ ниво
- co.bb
- com.bb
- net.bb
- org.bb
- gov.bb
- info.bb
- store.bb
- tv.bb
- biz.bb